# 高氯酸铥
高氯酸铥是一种无机化合物，化学式为Tm(ClO4)3，它的水溶液存在[Tm(H2O)8]3+。它的室温相具有Yb(ReO4)3（P63/m）结构，高温相具有H6Sc(PO4)3（R3c）结构。

## 制备
高氯酸铥可由氧化铥和6 mol/L高氯酸溶液反应制得。它的水合物和六氧化二氯反应，可以得到无水物。